# Sylvirana
Sylvirana es un género de anfibios anuros de la familia Ranidae que se encuentra en la región indomalaya.

## Especies
Se reconocen las 12 especies siguientes según ASW:
- Sylvirana annamitica Sheridan & Stuart, 2018
- Sylvirana cubitalis (Smith, 1917)
- Sylvirana faber (Ohler, Swan & Daltry, 2002)
- Sylvirana guentheri (Boulenger, 1882)
- Sylvirana lacrima Sheridan & Stuart, 2018
- Sylvirana malayana Sheridan & Stuart, 2018
- Sylvirana maosonensis (Bourret, 1937)
- Sylvirana montosa Sheridan & Stuart, 2018
- Sylvirana mortenseni (Boulenger, 1903)
- Sylvirana nigrovittata (Blyth, 1856)
- Sylvirana roberti Sheridan & Stuart, 2018
- Sylvirana spinulosa (Smith, 1923)